# آرلن زالمان
آرلن زالمان (انگلیسی: Arlene Zallman; ۹ سپتامبر ۱۹۳۴ – ۲۵ نوامبر ۲۰۰۶) آهنگساز، مربی موسیقی، و نوازنده پیانو اهل ایالات متحده آمریکا بود.

## زندگی
زالمان سال ۱۹۳۴ در فیلادلفیا، ایالات متحده آمریکا زاده شد. او آموزگار، آهنگساز و موسیقی‌دان کلاسیک و از پژوهشگران فولبرایت بود. وی سال ۲۰۰۶ در ولزلی، ماساچوست درگذشت.

## جوایز
وی همچنین برندهٔ جوایزی همچون کمک‌هزینه گوگنهایم شده‌است.